# Benzvalén
A benzvalén szerves vegyület, a benzol egyik izomerje. Elsőként Thomas J. Katz és munkatársai szintetizálták 1971-ben.
1971-es szintézise során ciklopentadiént kezeltek metillítiummal dimetil-éterben,  majd diklórmetánnal és metillítiummal dietil-éterben −45 °C-on. Kis kitermeléssel benzol 237 és 254 nm közötti hullámhosszúságú fénnyel történő besugárzásakor is keletkezik (fulvénnel és Dewar-benzollal együtt). Oldatának szagát rendkívül undorítónak jellemezték. Nagy sztérikus feszültsége miatt a tiszta vegyület (melynek energiája a benzolénál mintegy 71 kcal/mol értékkel nagyobb) könnyen felrobban, például dörzsölés hatására.
Mintegy 10 napos kémiai felezési idővel szimmetria tiltott átmenettel benzollá alakul, feltehetően kettős gyök köztiterméken keresztül.

## Polibenzvalén
Gyűrűfelnyílásos metatézis polimerizációs (ROMP) eljárással polimerizálható, ekkor polibenzvalén keletkezik. A polimerben erősen feszült biciklubután gyűrűk találhatók, emiatt ez az anyag is érzékeny. A gyűrűk 1,3-diénné izomerizálhatók, ezért a polibenzvalént a poliacetilén lehetséges kiindulási anyagaként tanulmányozták.

## Fordítás
Ez a szócikk részben vagy egészben  a   Benzvalene című angol Wikipédia-szócikk ezen változatának fordításán alapul.  Az eredeti cikk szerkesztőit annak laptörténete sorolja fel. Ez a jelzés csupán a megfogalmazás eredetét és a szerzői jogokat jelzi, nem szolgál a cikkben szereplő információk forrásmegjelöléseként.